# Ardices rubripes
Ardices rubripes là một loài bướm đêm thuộc phân họ Arctiinae, họ Erebidae.